# Luxemburgische Handballmeisterschaft
Die luxemburgische Handballmeisterschaft, bekannt als Nationaldivision, seit Dezember 2018 offiziell AXA League, ist die höchste Spielklasse im luxemburgischen Handball der Herren und Damen. Sie wird von der Fédération Luxembourgeoise de Handball (FLH) organisiert und seit 1937 bei den Herren sowie seit der Saison 1973/74 bei den Damen ausgetragen. Bis ins Jahr 1960 fand die Meisterschaft im Feldhandball statt, anschließend wurde bis 1975 eine Kleinfeldmeisterschaft nach Hallenregeln ausgespielt.

## Aktueller Modus
Die Hauptrunde wird als Doppelrundenturnier (Hin- und Rückrunde im Modus „jeder gegen jeden“) mit üblicherweise acht Vereinen ausgetragen. Anschließend spielen die sechs besten Mannschaften in der Titelgruppe (Playoff Titre) in einem Doppelrundenturnier um die luxemburgische Meisterschaft, als Bonus wird die Hälfte der in der Hauptrunde erzielten Punkte übernommen. Die Mannschaften auf dem siebten und achten Rang der Hauptrunde spielen in der Relegation (Playoff Relégation) gemeinsam mit den vier besten Mannschaften der zweitklassigen Promotioun A ebenfalls in einem Doppelrundenturnier um den Verbleib in der Spielklasse. Zweitvertretungen sind in der ersten Liga nicht zugelassen.
Platzierungskriterium bei Punktgleichheit ist der direkte Vergleich der Mannschaften.

### Mannschaften 2023/24
| Herren | Damen |
| --- | --- |
| - HC Berchem - CHEV Diekirch - Red Boys Differdange - HB Dudelange - HB Esch - HB Käerjeng - Mersch75 - HB Péiteng | - HB Bieles - CHEV Diekirch - Red Boys Differdange - HB Dudelange - HB Esch - HB Käerjeng - HB Museldall - HC Standard |

## Liste der Meister

### Herren
| - 1937: HB Eschois Fola - 1938: HB Eschois Fola - 1940: HB Eschois Fola - 1942: CA Schifflange - 1944: HB Eschois Fola - 1946: CA Schifflange - 1947: HB Eschois Fola - 1948: HB Eschois Fola - 1949: HC La Fraternelle Esch - 1950: HB Eschois Fola - 1951: HB Eschois Fola - 1952: HB Eschois Fola - 1953: HB Eschois Fola - 1954: HB Eschois Fola - 1955: Red Boys Differdange - 1956: CA Dudelange - 1957: CA Dudelange - 1958: CA Dudelange - 1959: CA Dudelange - 1960: HB Eschois Fola - 1961: HB Eschois Fola | - 1962: HB Dudelange - 1963: HB Eschois Fola - 1964: HB Dudelange - 1965: HB Dudelange - 1966: HB Dudelange - 1967: HB Dudelange - 1968: HB Dudelange - 1969: HB Dudelange - 1970: HB Dudelange - 1971: HB Dudelange - 1972: HB Dudelange - 1973: HB Dudelange - 1974: HB Eschois Fola - 1975: HB Eschois Fola - 1976: HB Dudelange - 1977: HB Dudelange - 1978: HB Eschois Fola - 1979: HB Eschois Fola - 1980: HB Dudelange - 1981: HB Dudelange - 1982: HBC Schifflange | - 1983: HB Eschois Fola - 1984: HB Dudelange - 1985: HB Dudelange - 1986: HB Dudelange - 1987: HB Eschois Fola - 1988: HB Eschois Fola - 1989: HB Eschois Fola - 1990: Red Boys Differdange - 1991: Red Boys Differdange - 1992: HB Dudelange - 1993: CHEV Diekirch - 1994: HB Echternach - 1995: HC Berchem - 1996: HC La Fraternelle Esch - 1997: Red Boys Differdange - 1998: Red Boys Differdange - 1999: Red Boys Differdange - 2000: HC Berchem - 2001: HC Berchem - 2002: HB Esch - 2003: HB Esch | - 2004: HB Esch - 2005: HC Berchem - 2006: HC Berchem - 2007: HB Esch - 2008: HB Dudelange - 2009: HB Dudelange - 2010: HB Esch - 2011: HC Berchem - 2012: HB Dudelange - 2013: HB Esch - 2014: HB Käerjeng - 2015: HB Dudelange - 2016: Red Boys Differdange - 2017: HB Esch - 2018: HB Käerjeng - 2019: HB Esch - 2020: HB Esch - 2021: HB Esch - 2022: HB Esch - 2023: HB Esch - 2024: HC Berchem - 2025: Red Boys Differdange Quelle: FLH |

### Damen
| - 1974: HB Dudelange - 1975: HB Dudelange - 1976: HB Dudelange - 1977: HBC Bascharage - 1978: HBC Bascharage - 1979: HBC Bascharage - 1980: HBC Bascharage - 1981: HBC Bascharage - 1982: HBC Bascharage - 1983: HBC Bascharage - 1984: HBC Bascharage - 1985: HBC Bascharage - 1986: HBC Bascharage | - 1987: Espérance Rumelange - 1988: HB Dudelange - 1989: HC Berchem - 1990: HBC Bascharage 1 - 1991: HBC Bascharage - 1992: HBC Bascharage - 1993: HBC Bascharage - 1994: HBC Bascharage - 1995: HBC Bascharage - 1996: HBC Bascharage - 1997: HBC Bascharage - 1998: HBC Bascharage - 1999: HBC Bascharage | - 2000: HBC Bascharage - 2001: HBC Bascharage - 2002: HBC Bascharage - 2003: HBC Bascharage - 2004: HBC Bascharage - 2005: HBC Bascharage - 2006: HBC Bascharage - 2007: HBC Bascharage - 2008: HBC Bascharage - 2009: HBC Bascharage - 2010: HB Dudelange - 2011: HB Dudelange - 2012: CHEV Diekirch | - 2013: HB Dudelange - 2014: HB Dudelange - 2015: HB Dudelange - 2016: HB Dudelange - 2017: HB Museldall - 2018: HB Käerjeng - 2019: HB Käerjeng - 2020: HB Käerjeng - 2021: CHEV Diekirch - 2022: HB Käerjeng - 2023: HB Käerjeng Quelle: FLH |